# Megophrys medogensis
Espèce
Synonymes
- Megophrys omeimontis medogensis Fei, Ye & Huang, 1983
- Megophrys omeimontis motuoensis Fei, Ye & Huang, 1983
- Xenophrys medogensis (Fei, Ye & Huang, 1983)

Statut de conservation UICN

 EN  : En danger
Megophrys medogensis est une espèce d'amphibiens de la famille des Megophryidae.

## Répartition
Cette espèce est endémique de la Région autonome du Tibet en République populaire de Chine. Elle se rencontre entre 850 et 1 350 m d'altitude dans le xian de Mêdog,.

## Étymologie
Son nom d'espèce, composé de medog et du suffixe latin -ensis, « qui vit dans, qui habite », lui a été donné en référence au lieu de sa découverte, le xian de Mêdog.

## Publication originale
- Fei, Ye & Huang, 1983 : Two new subspecies of Megophrys omeimontis Liu from China (Amphibia, Pelobatidae). Acta Herpetologica Sinica, New Series, Chengdu, vol. 2, no 2, p. 49-52.